# قرار مجلس الأمن التابع للأمم المتحدة رقم 895
قرار مجلس الأمن التابع للأمم المتحدة رقم 895، الصادر بالإجماع في 28 كانون الثاني (يناير) 1994، بعد التذكير بالقرارات السابقة بشأن إسرائيل ولبنان بما في ذلك القرارات 501 (1982)، 508 (1982)، 509 (1982) و520 (1982) وكذلك دراسة تقرير الأمين العام بطرس بطرس غالي حول قوة الأمم المتحدة المؤقتة في لبنان المعتمدة في القرار 426 (1978)، قرر المجلس تمديد ولاية اليونيفيل لستة أشهر أخرى حتى 31 يوليو 1994.
ثم أعاد المجلس التأكيد على ولاية القوة وطلب من الأمين العام بطرس بطرس غالي تقديم تقرير عن التقدم المحرز فيما يتعلق بتنفيذ القرارين 425 (1978) و426 (1978).

## روابط خارجية
- نص القرار في undocs.org